# Parque nacional de Linnansaari
El Parque nacional de Linnansaari (en finés: Linnansaaren kansallispuisto) es un parque nacional ubicado en las regiones de Savonia del Sur y Savonia del Norte de Finlandia. Se encuentra en medio del lago Haukivesi, parte del sistema de lago de Saimaa. El parque nacional fue creado para conservar las características naturales valiosas de la región de lagos de Finlandia.
En la isla principal hay una pequeña granja antigua. Todavía se practica la quema prescrita del campo para proteger las viejas formas de cultura. Una gran parte de la isla comprende un bosque de coníferas en estado natural, con algunas partes con praderas de hierba.
La foca anillada de Saimaa, especie en peligro crítico de extinción, habita en el parque.